# Febo Gonzaga

Stemma dei Gonzaga

Febo Gonzaga (1462 circa – Rivarolo Mantovano, 12 maggio 1504) è stato un militare italiano.

## Biografia
Era figlio naturale di Gianfrancesco Gonzaga, della linea Gonzaga di Sabbioneta e Bozzolo.
Entrò giovanissimo al servizio del marchese di Mantova Francesco II Gonzaga in qualità di ambasciatore e quindi, nel 1495, alle dipendenze della Repubblica di Venezia dimostrando le sue doti di abile condottiero. Nel 1498 entrò in disaccordo col marchese Federico, avvicinandosi a Ludovico Sforza, ducato di Milano di Milano e si riappacificò con lui solo alcuni anni dopo. Nel 1517 passò alle dipendenze del duca di Urbino Francesco Maria Della Rovere.
Dal 1497 risiedette a Corte Stella (o "Corte Grande") di Cividale, frazione del comune di Rivarolo Mantovano con la consorte Margherita d'Este, figlia naturale di Alberto d'Este (1415-1502), figlio illegittimo di Niccolò III, legata alla marchesa di Mantova Isabella da vincoli di parentela e profonda amicizia. L'edificio venne successivamente utilizzato dal duca di Sabbioneta Vespasiano Gonzaga quale luogo di svago.
Morì nel 1504 e venne sepolto, come da sue volontà, nella chiesa di Santa Maria di Loreto a Bozzolo.

## Discendenza
Febo e Margherita ebbero diversi figli:
- Gianfrancesco Ercole, soprannominato "El Gonzaga";
- Ippolito (?-1560), ereditò i beni del padre;
- Isabella, sposa nel 1507 del nobile Andrea Zobolli di Reggio;
- Altre due figlie nate nel 1499 e nel 1502.

## Ascendenza
|                                                     |   |                                             | Genitori                                     |  |  | Nonni |  |  | Bisnonni                                   |  |  | Trisnonni                               |  |
|                                                     |   |                                             |                                              |  |  |       |  |  | Gianfrancesco Gonzaga, marchese di Mantova |  |  | Francesco I Gonzaga, signore di Mantova |  |
|                                                     |   |                                             |                                              |  |  |       |  |  | Gianfrancesco Gonzaga, marchese di Mantova |  |  | Francesco I Gonzaga, signore di Mantova |  |
|                                                     |   | Margherita Malatesta                        |                                              |  |  |       |  |  | Gianfrancesco Gonzaga, marchese di Mantova |  |  |                                         |  |
| Ludovico III Gonzaga, marchese di Mantova           |   |                                             |                                              |  |  |       |  |  | Gianfrancesco Gonzaga, marchese di Mantova |  |  |                                         |  |
|                                                     |   | Paola Malatesta                             | Malatesta IV Malatesta, signore di Pesaro    |  |  |       |  |  |                                            |  |  |                                         |  |
|                                                     |   | Paola Malatesta                             | Malatesta IV Malatesta, signore di Pesaro    |  |  |       |  |  |                                            |  |  |                                         |  |
|                                                     |   | Paola Malatesta                             | Elisabetta da Varano                         |  |  |       |  |  |                                            |  |  |                                         |  |
| Gianfrancesco Gonzaga, conte di Sabbioneta e Rodigo |   | Paola Malatesta                             |                                              |  |  |       |  |  |                                            |  |  |                                         |  |
|                                                     |   | Giovanni, margravio di Brandeburgo-Kulmbach | Federico I, principe elettore di Brandeburgo |  |  |       |  |  |                                            |  |  |                                         |  |
|                                                     |   | Giovanni, margravio di Brandeburgo-Kulmbach | Federico I, principe elettore di Brandeburgo |  |  |       |  |  |                                            |  |  |                                         |  |
|                                                     |   | Giovanni, margravio di Brandeburgo-Kulmbach | Elisabetta di Baviera-Landshut               |  |  |       |  |  |                                            |  |  |                                         |  |
| Barbara di Brandeburgo-Kulmbach                     |   | Giovanni, margravio di Brandeburgo-Kulmbach |                                              |  |  |       |  |  |                                            |  |  |                                         |  |
|                                                     |   | Barbara di Sassonia-Wittenberg              | Rodolfo III, principe elettore di Sassonia   |  |  |       |  |  |                                            |  |  |                                         |  |
|                                                     |   | Barbara di Sassonia-Wittenberg              | Rodolfo III, principe elettore di Sassonia   |  |  |       |  |  |                                            |  |  |                                         |  |
|                                                     |   | Barbara di Sassonia-Wittenberg              | Barbara di Legnica                           |  |  |       |  |  |                                            |  |  |                                         |  |
| Febo Gonzaga di Sabbioneta                          |   | Barbara di Sassonia-Wittenberg              |                                              |  |  |       |  |  |                                            |  |  |                                         |  |
|                                                     | … | …                                           |                                              |  |  |       |  |  |                                            |  |  |                                         |  |
|                                                     | … | …                                           |                                              |  |  |       |  |  |                                            |  |  |                                         |  |
|                                                     | … | …                                           |                                              |  |  |       |  |  |                                            |  |  |                                         |  |
| …                                                   | … |                                             |                                              |  |  |       |  |  |                                            |  |  |                                         |  |
|                                                     |   | …                                           | …                                            |  |  |       |  |  |                                            |  |  |                                         |  |
|                                                     |   | …                                           | …                                            |  |  |       |  |  |                                            |  |  |                                         |  |
|                                                     |   | …                                           | …                                            |  |  |       |  |  |                                            |  |  |                                         |  |
| …                                                   |   | …                                           |                                              |  |  |       |  |  |                                            |  |  |                                         |  |
|                                                     |   | …                                           | …                                            |  |  |       |  |  |                                            |  |  |                                         |  |
|                                                     |   | …                                           | …                                            |  |  |       |  |  |                                            |  |  |                                         |  |
|                                                     |   | …                                           | …                                            |  |  |       |  |  |                                            |  |  |                                         |  |
| …                                                   |   | …                                           |                                              |  |  |       |  |  |                                            |  |  |                                         |  |
|                                                     |   | …                                           | …                                            |  |  |       |  |  |                                            |  |  |                                         |  |
|                                                     |   | …                                           | …                                            |  |  |       |  |  |                                            |  |  |                                         |  |
|                                                     |   | …                                           | …                                            |  |  |       |  |  |                                            |  |  |                                         |  |
|                                                     |   | …                                           |                                              |  |  |       |  |  |                                            |  |  |                                         |  |